# Forêt de L'Étang-Salé
La forêt de L'Étang-Salé est une forêt départemento-domaniale et domaniale de l'île de La Réunion, département d'outre-mer français dans le sud-ouest de l'océan Indien. Il s'agit d'un massif littoral de 922 hectares situé dans l'ouest de l'île sur le territoire communal de L'Étang-Salé.  Elle abrite  des filaos, des bois noir des Bas ou des petits tamarins d’Inde ; des actions sont entreprises pour introduire une plus grande biodiversité d'espèces indigènes.
Sa situation périurbaine et littorale et la proximité de la RN1 ont contribué au développement de nombreuses activités de loisirs dans la forêt ou à proximité : golf, parc attraction, parcours de santé, etc.
Elle fait l'objet depuis la fin de l'année 2005 d'une forte mobilisation des administrés de la commune décidés à empêcher l'extension d'un parcours de golf décidée par le conseil municipal et devant entraîner une déforestation partielle de cet espace protégé.

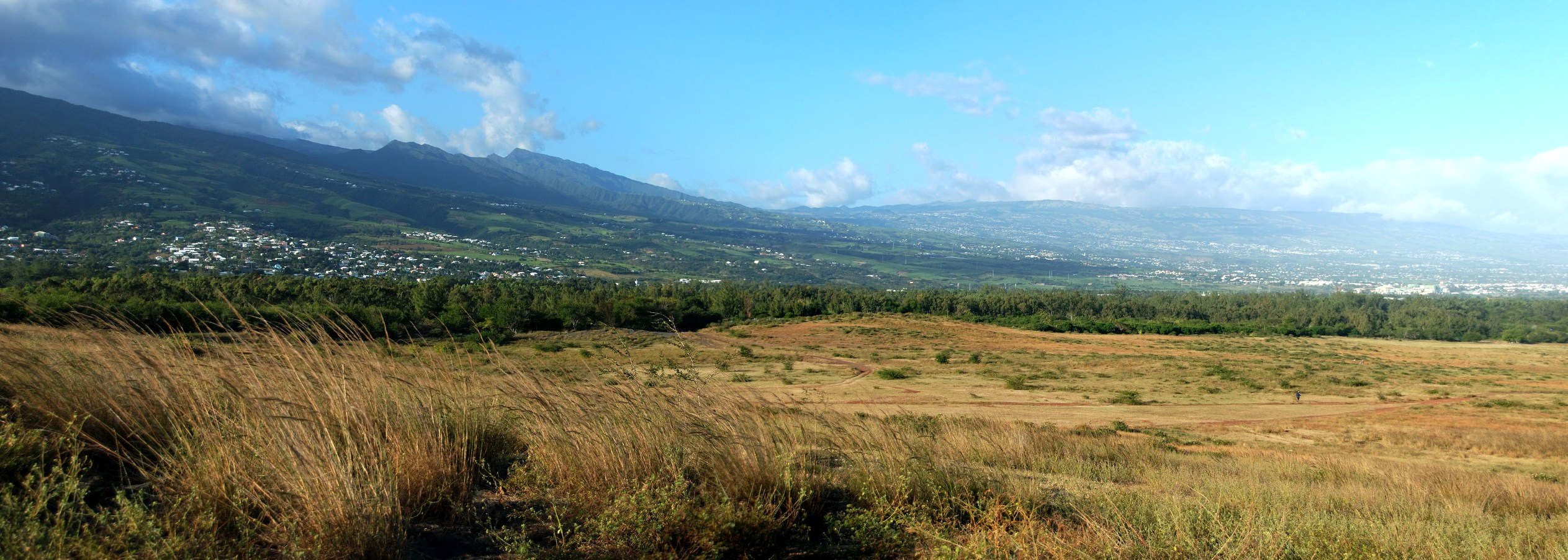
Vue de la lisière de la forêt de L'Étang-Salé.

## Compléments